# Alexandre Canigiani
Alexandre Canigiani, francisation d'Alessandro Canigiani (né à Florence et mort à Rome  le 23 mars 1591) est un prélat italien qui fut archevêque d'Aix de 1576 à 1591.

## Biographie
Alesandro Canigiani nait à Florence. Il est le fils d'un noble toscan Antonio Canigiani et d'Argentina Soderini la tante maternelle de l'archevêque d'Aix Julien de Medicis. Docteur in utroque iure et destiné à l'Église il devient un proche de Charles Borromée.
Le 28 mars 1576 il est nommé archevêque d'Aix à la place de son cousin germain qui est transféré au siège d'Albi. Il reçoit le pallium le 4 mai et le 16 septembre il fait son entrée à Aix-en-Provence.  En 1580 il participe à l'Assemblée du clergé qui se tient à  Melun puis dans l'abbaye de Saint-Germain-des-Prés à Paris et où sont institués les agents généraux du clergé de France. Il participe de manière encore plus active à l'Assemblée qui se réunit à Paris entre octobre 1585 et juin 1586. En effet le 24 février 1585, il avait réuni un véritable « Concile provincial » à Aix-en-Provence rassemblant ses suffragants les évêques : François de Simiane, d'Apt, Pierre Paparin de Gap, Élzéar de Rastel de Riez, Antoine de Couppes de Sisteron et le vicaire général du diocèse de Fréjus Hélie Masson, des théologiens ainsi que des supérieurs d'Ordres religieux afin de publier 44 canons inspirés par le concile de Trente, à destination du clergé de son archidiocèse.
Après le meurtre d'Henri III de France, la Ligue catholique entre en guerre ouverte contre son successeur Henri de Navarre. En novembre 1589 Alexandre Canigiani  est envoyé dans le Languedoc pour tenter d'organiser les forces armées catholiques et en février 1590 il conseille au pape d'envoyer des troupes et des financements à La ligue. Le 18 novembre 1590 il reçoit solennellement à  Aix le duc Charles Emmanuel Ier de Savoie qui se considérait, non sans arrière-pensées annexionnistes, comme « Gouverneur de Provence » (1591-1592) pour le compte de la Ligue . Alexandre Canigiani se retire ensuite à Rome où il meurt le 21 mars 1591.